# 니콜 크라우스

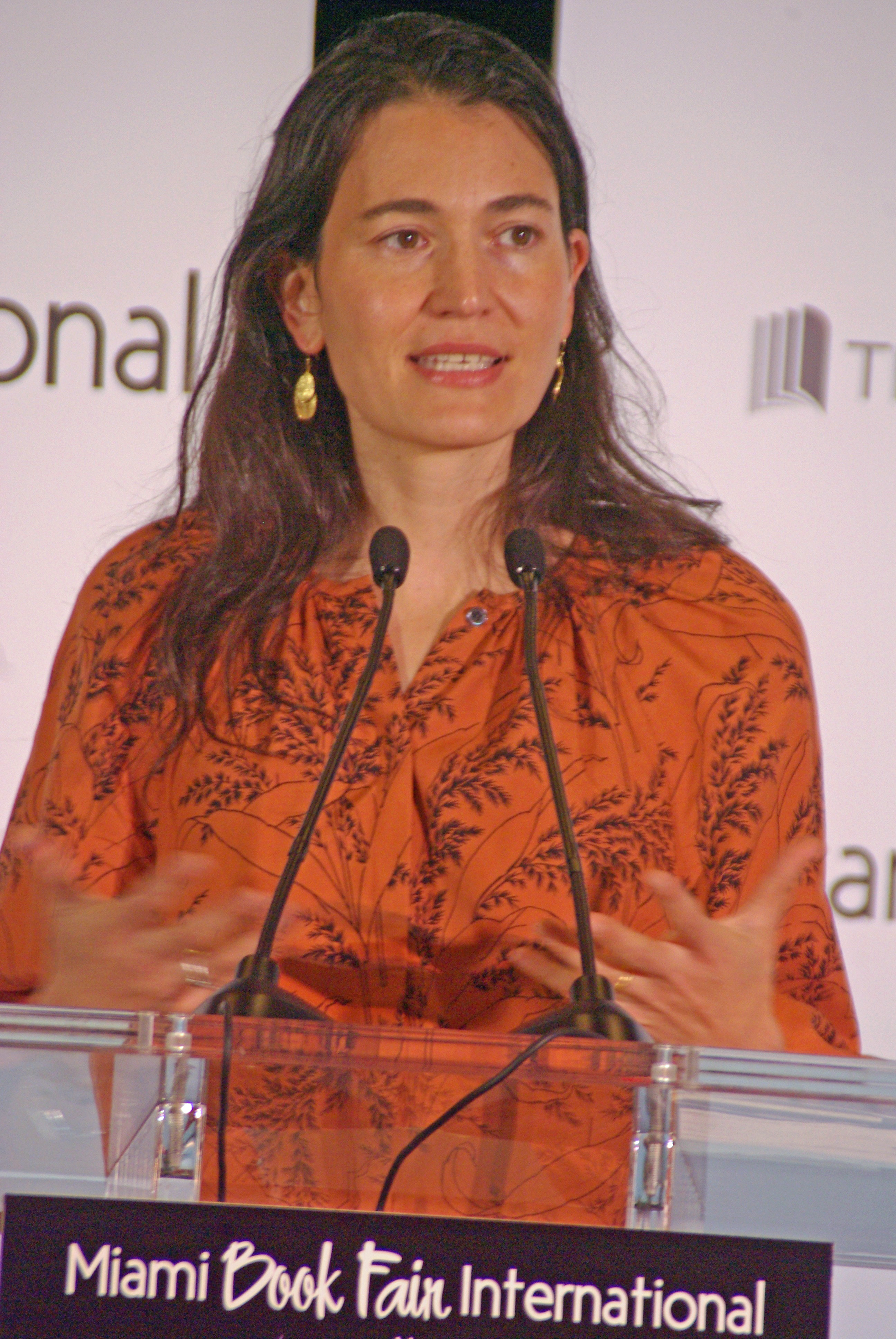
니콜 크라우스 (2011)

니콜 크라우스(Nicole Krauss, 1974년 8월 18일 ~ )는 미국의 작가이다.